# Otto Siegfried Veit
Otto Siegfried Veit (geb. 14. März 1822 in Hamburg; gest. 4. oder 5. April 1883, wahrscheinlich in Berlin(?)) war ein deutscher Mediziner. Er war Hof-Arzt des Prinzen Friedrich von Preußen (1794–1863).

## Lebensweg
Otto Siegfried Veit wurde am 14. März 1822 in Hamburg geboren. Seine Eltern waren Johann Jacob Veit (1790–1865) und Friederike Rivke Veit (1800–1867). Unter Otto Siegfried Veits Geschwistern war der Geheime Kommerzienrat Eduard Hermann Veit (geb. 19. Juli 1824, gest. 6. Juni 1901), der zunächst Prokurist und ab 1869, mit Robert Wilhelm Adolphe Warschauer (1816–1884), Teilhaber des 1849 gegründeten Berliner Bankhauses Robert Warschauer & Co. war.
Seit 1838, als Otto Siegfried Veit etwa 16 Jahre alt war, lebte die Familie Veit in Berlin. 
Zu Ostern 1841 legte Veit seine Abitur-Prüfung auf dem Friedrichswerderschen Gymnasium ab. Anschließend studierte er Medizin in Heidelberg, Berlin und Halle. Am 18. März 1845 wurde er in Halle mit seiner Dissertation über „Specimen abscessus hepalis exechinococco, addila enlozoen huius generis descriplione“ zum Dr. med. promoviert. 1846 legte er das medizinische Staatsexamen ab und erhielt die Approbation zum Arzt, Anfang der 1850er Jahre das Physikatsexamen. 
Nachdem er 1847 in London und Paris gewesen war, praktizierte er ab dem politisch unruhigen Jahr 1848 in Berlin. 
Otto Siegfried Veit war seit 17. Dezember 1849 verheiratet mit Marie Friederike Pauline Malotki von Trzbiatowski (1828–1903). Unter ihren Kindern war der Arzt Prof. Dr. med. Johann Friedrich Otto Siegfried Veit (1852–1917).
Im November 1862 wurde Otto Siegfried Veit der Rote Adler-Orden 4. Klasse verliehen. Er war zu dieser Zeit Hof-Arzt des Prinzen Friedrich von Preußen.
Otto Siegfried Veit wurde zum Geheimen Sanitätsrat ernannt.
Er war Gründungsmitglied des Vereins für innere Medizin, Berlin, der im Jahr 1881 durch Ernst von Leyden (1832–1910) initiiert wurde.
Im Jahre 1880 erlitt er den ersten Anfall von Angina pectoris. Seine letzte Erkrankung begann am 1. April 1883, er starb am 4. oder 5. April 1883. 

## Schriften von Otto Siegfried Veit (Auswahl)
Mehrere kurze Mitteilungen von Otto Siegfried Veit über medizinische Themen erschienen in den Fachzeitschriften Die deutsche Klinik und Berliner klinische Wochenschrift, darunter: 
- Ueber haemorrhagische Masern
- Ueber Diphtheritis-Epidemie bei Berlin.
- Ueber das Verhältniss des Croups zur Diphtheritis.
- Ueber die Verhütung epidemischer Krankheiten, insbesondere der Masern und des Scharlachs,
- Medicinische Reiseberichte aus Aegypten.
- Zur Diagnose des Diabetes mellitus, insbesondere der Anfangsstadien desselben.
- Ueber Coma diabeticum.